# Josep Ferrer i Forés
Josep Ferrer i Forés (1851-1914) va ser un advocat i polític de la Terra Alta, diputat a les Corts Espanyoles durant la restauració borbònica.
Fill d'Eufrasi Ferrer i Sánchez i Bàrbara Forés va ser funcionari del Ministeri d'Hisenda. Posteriorment com a jutge l'any 1879 va ser elegit diputat a Corts pel districte de Gandesa a les eleccions generals espanyoles de 1879 i novament l'abril del 1884 per segona i darrera vegada a les eleccions generals espanyoles de 1884.
En acabar aquesta etapa política -1886- Ferrer continuà la carrera de funcionari i va arribar a ser alt funcionari de la duana de l'Havana a l'illa de Cuba.
L'any 1899 va fer construir la masia de la Venta de Sant Joan, a 8 quilòmetres de Batea.